# 飯尾夏帆
飯尾 夏帆（いいお かほ、1996年5月2日 - ）は、NHKのアナウンサー。

## 略歴・人物
愛媛県新居浜市出身。新居浜市立宮西小学校、新居浜市立北中学校、愛媛県立新居浜西高等学校を経て、 岡山大学文学部卒業後、2019年にNHKに入局。初任地は大分放送局。2023年4月に札幌放送局へ異動。

## 嗜好・挿話
- 中学生の頃よりハンセン病問題に関心を持ち、ハンセン病療養所の慰問を行なっていた[3][5]。また大学在学中には、療養所の入所者との交流やハンセン病問題に関する普及・啓発を行うボランティア団体に参加していた[11]。
- 大学在籍時には岡山大学競技ダンス部に所属しており[12][13]、関西の大会で4位、中四国の大会で2位の成績を収めた[14][15]。
- 大学生時代、フジテレビ主催フジテレビアナウンストレーニング講座アナトレに通学していた[16]。
- 『NHKニュースおはよう日本』出演時には「出身が愛媛で、小学生のときに首藤さんを見ていました」と首藤奈知子アナウンサーに話し、驚かれた[17][18]。
- 趣味は、テニス、温泉巡り、書道、ピアノ[19][12]。

## 現在の出演番組
- ほっとニュース北海道・ほっとニュース道央いぶりDAYひだか（キャスター：2024年3月25日 - ）[20][21][22][23]
  - 2023年度は、ニュースリーダー（不定期）及び是永千恵の代理キャスター（2023年7月20日 - 21日・10月10日 - 13日、2024年2月21日 - 22日）を担当。
- 北海道のニュース・気象情報など
  - ニュース北海道645
  - ほっとニュース845
- 北海道まるごとラジオ（不定期）[24]

## 過去の出演番組
NHK入局前
- RNCイキイキ情報（西日本放送〈RNC〉）（2017年8月12日） - 司会・リポーター[25]
- 24時間テレビ40（2017年）岡山募金本部・ままかりステージイベント（西日本放送〈RNC〉）（2017年8月27日） - MC[26]

大分放送局時代（2019年度 - 2022年度）
- どーも、NHK（2019年6月9日） - 新人お披露目[27]
- お取り寄せ不可!? 列島縦断・宝メシグランプリ2019（2019年10月14日） - 九州・沖縄ブロックプレゼンター
- 自然体感アドベンチャー 未知なる大分の海（NHK総合・九州沖縄、2019年11月29日）[28][29][注釈 1]
- 九州・沖縄のニュース（15時台、2020年12月9日、2022年1月26日） - 福岡局より応援派遣要員
- はっけんラジオ（2020年12月9日、2022年1月26日、2023年1月25日） - 福岡局より
- ニュース845福岡 （2020年11月11日、2020年12月9日、2022年1月26日、2023年1月25日） - 応援派遣要員
- ラジオニュース（九州沖縄）（R1・FM・2020年11月12日 - 13日・2020年12月10日 - 11日・2022年1月27日 - 28日・2023年1月26日 - 27日） - 泊まり勤務担当[注釈 2]（福岡局より応援派遣要員）
- いろどりOITA（キャスター：2021年3月29日 - 2023年3月24日）（隔週担当）[12][30]
- 5時いろラジオ、大分県のニュース・気象情報など[12]
- 大分発地域ドラマ「君の足音に恋をした」放送直前SP（2022年3月11日） - ドラマ応援団長
- あさイチ
  - 「愛（め）でたいnippon 大分 “オンリーワン”を極め楽しむ」（2022年4月28日[注釈 3]） - リポーター
- NHKニュースおはよう日本（2022年9月5日 - 9日） - 5時台代理キャスター[31]
- ぶんぶん探検隊（初代 副隊長、2023年3月17日）[32]

札幌放送局時代（2023年度 - ）
- さわやか自然百景 - ナレーション
  - 「北海道 ヨコスト湿原」（2023年6月25日）
  - 「北海道 赤岩青巌峡」（2023年7月16日）
  - 「釧路 野鳥さえずる森」（2023年9月3日）
  - 「北海道 東大雪霧の森」（2023年10月22日）
  - 「新春特集 人と自然がつながりあう大地」（2024年1月8日）
  - 「北海道 西別川」（2024年5月26日）
  - 「北海道 襟裳岬の岩礁」（2024年9月15日）
  - 「北海道 ニペソツ山 秋」（2024年12月15日）
- 179～あなたのマチにおじゃまします～ - 進行
  - 「石狩エリア出張編」（2023年7月14日）
  - 「十勝エリア出張編」（2024年3月15日）
- 今夜も生でさだまさし「北の国から2023 夏・新十津川〜」（2023年7月28日） - PRコーナー（ディレクターと共にスポット出演）
- NHKニュースおはよう北海道（キャスター：2023年7月31日 - 2024年3月15日） [注釈 4][33]
- 北海道道 - ナレーション
  - 「ラピダス進出 北海道に何をもたらすのか」（2024年7月19日）
  - 「北海道の外国人 ～ともに暮らす社会へ～」（2024年12月13日）